# ویتالی پونومارنکو
ویتالی پونومارنکو (انگلیسی: Vitaliy Ponomarenko; ۱۸ مارس ۱۹۷۴ – ۵ فوریهٔ ۲۰۰۸) ورزشکار اهل اوکراین بود.